# Achatinella byronii
Achatinella byronii é uma espécie de gastrópode  da família Achatinellidae.
É endémica em Oahu, Havaí.